# Ma voyante préférée
Ma voyante préférée est une série télévisée française de 40 épisodes de 30 minutes, réalisée par Bruno Dumont et produite par Claude Carrère et diffusée à partir du 6 juillet 1998 sur TF1.
Depuis le 20 mars 2023, la série est mise en ligne sur la chaîne YouTube  Cinéma Cinémas.

## Synopsis
Marilyne Delange, une medium, use de son don pour prédire l'avenir en aidant ses amis et voisins.

## Distribution
- Karen Cheryl : Marilyne Delange alias Maryline Sunday
- Laurence Charpentier : Agatha « Lipoune » Malley
- Isabelle de Botton : Gisèle
- Delphine Delage : Candy Delange (« Elfy Ka » de Star Academy)
- Anthony Dupray : Gonzag
- Élisa Prévand : Liza (« Saki », chanteuse du générique de Dame Boucleline)
- Jean-Luc Reichmann : animateur radio voix off (épisode 10)
- Lorànt Deutsch : Claude « Djee Gang » (épisodes 15 et 29)
- Jean-Jacques Devaux : Johnny Tee (épisode 20)

## Commentaires
Les premiers épisodes ont été diffusés en matinée pendant l'été 1998, la suite de la série a été programmée chaque jour à 5h40 du matin entre novembre et décembre 1999.

## Épisodes
1. Ça déménage
2. J'y crois, j'y crois pas
3. Ni repris, ni échangé
4. La Pilule du bonheur
5. Destin de star
6. Gisèle for ever
7. Happy Birthday Marilyne
8. Renversant
9. Vive la mariée
10. God Save Marilyne
11. Salon à vendre
12. Grosse légume
13. Qui perd gagne
14. OPA sur Agatha
15. J'me cherche
16. Marilyne II, le retour
17. Crème de jour
18. On achève bien les souvenirs
19. L'Annonce faite par Marilyne
20. Tatouée pour être heureuse
21. Rechute
22. Mensonges et confidences
23. Clair de lune
24. Un lit pour deux
25. Come back
26. Chacun chez soi
27. Rita 32 Cara
28. Girls Band
29. Djee Gang Bang
30. Love Combat
31. Lifting
32. Pistonnée
33. Beaucoup de bruit pour rien
34. Médium à vapeur
35. En pleine forme
36. Débranche
37. Cocktail
38. Les Sœurs Sunday
39. Adieu l'amie
40. Le Grand Saut